# Jäkna

Jäkna ligger vid sjön Jäknajaure som är en sjö i Piteälven på gränsen mellan Arjeplogs och Arvidsjaurs kommuner.
Namnet på platsen Jäkna är en förvanskning av det ursprungliga samiska namnet Jätna eller snarare Jätnajaure.
Innebörden är omdiskuterad eftersom ordet Jätna dels kan betyda is, dels kan det betyda kraftigt ljud. En del menar att det syftar på de mycket kraftiga ljud som uppstår på våren när isen bryts sönder i forsarna vid sjöns utlopp. Andra menar att Jätnajaure helt enkelt betyder is-sjön som då skulle syfta på att det är den sjö där isen normalt ligger längst i Piteälven.
Fornfynd visar att folk levt vid sjön i olika former sedan bronsåldern. På den norra sidan fanns ett samiskt viste vars invånare efterhand övergick från renskötsel till skogsarbete. 
Ett av de tidigaste fotografierna från Lappland, taget av Lotten von Düben i augusti 1871, visar "Stam Ol Larsons huvudviste vid Jägnajaur i Pite älv".
Nybyggande i mera modern tid daterar sig sedan 1882 då det första huset byggdes. Platsen var från början ett kronojägarboställe men övergick sedan till att vara ett kronotorp. Stora timmerdrivningar medförde att många skogsarbetare fanns i kojor i området under framför allt vintrarna. På den södra sidan om sjön fanns fast boende i två hus till mitten av 1950-talet. År 1982 flyttade den siste fast boende från platsen. Hans namn var Hjalmar Lundgren. På 1960-talet började man bygga sommarstugor vid sjön och idag finns cirka 30 stycken.